# Lázaro Reinoso Martínez
Lázaro Reinoso Martínez   (9 de desembre de 1969) és un lluitador cubà, ja retirat, especialista en lluita lliure, que va competir durant la dècada de 1990.
El 1992 va prendre part en els Jocs Olímpics d'Estiu de Barcelona, on guanyà la medalla de bronze en la competició del pes ploma del programa de lluita lliure.
En el seu palmarès també destaca una medalla de plata en el Campionat del Món de 1993, així com una medalla de plata i una de bronze en els Jocs Panamericans de 1990 i 1991 respectivament, i una medalla d'or en els Jocs Centreamericans i del Carib de 1990.
Una vegada retirat va exercir d'entrenador de lluita lliure a Florida.